# Ecseny
Ecseny é um município da Hungria, situado no condado de Somogy. Tem 12,92 km² de área e sua população em 2019 foi estimada em 219 habitantes.